# Sudamericano de Rugby C 2016
El Sudamericano de Rugby C del 2016 fue la quinta edición del torneo de selecciones afiliadas a Sudamérica Rugby (SAR) de la división C, en esta oportunidad volvió a celebrarse en el Estadio Doroteo Guamuch de la Ciudad de Guatemala y compitieron los mismos equipos que la edición pasada. El equipo guatemalteco se coronó campeón ganando sus tres partidos, de esta forma, se dio el primer bicampeonato del Sudamericano C y la primera vez que triunfa un equipo local.
Se había anunciado por SAR, la primera edición de un torneo juvenil nivel C a jugarse paralelamente con el de mayores, sin embargo no se llevó a cabo. De todas formas, se celebró el seven femenino como otros años y también el equipo local obtuvo el torneo al vencer en la final a las Ticas y quitándoles el invicto en la región. También, se jugó un partido entre Nicaragua, candidato a entrar al torneo y Guatemala M23.

## Equipos participantes
- Selección de rugby de Costa Rica (Los Guarias)
- Selección de rugby de El Salvador (Los Torogoces)
- Selección de rugby de Guatemala (Los Jaguares)
- Selección de rugby de Panamá (Diablos Rojos)

## Posiciones
| Pos. | Equipo      | Encuentros | Encuentros | Encuentros | Encuentros | Tantos  | Tantos    | Tantos     | Puntos |
| Pos. | Equipo      | jugados    | ganados    | empatados  | perdidos   | a favor | en contra | diferencia | Puntos |
| ---- | ----------- | ---------- | ---------- | ---------- | ---------- | ------- | --------- | ---------- | ------ |
| 1    | Guatemala   | 3          | 3          | 0          | 0          | 149     | 16        | + 133      | 9      |
| 2    | Costa Rica  | 3          | 2          | 0          | 1          | 110     | 56        | + 54       | 6      |
| 3    | Panamá      | 3          | 1          | 0          | 2          | 49      | 132       | - 83       | 3      |
| 4    | El Salvador | 3          | 0          | 0          | 3          | 41      | 145       | - 104      | 0      |

Nota: Se otorgan 3 puntos al equipo que gane un partido, 1 al que empate y 0 al que pierda
|  | Campeón y juega repechaje B/C frente a Ecuador |

## Resultados

### Primera fecha[5]
| 4 de diciembre 10:00 | Guatemala | 72 - 0  | Panamá |  |  |
|                      |           | Reporte |        |  |  |

| 4 de diciembre 12:00 | Costa Rica | 53 - 22 | El Salvador |  |  |
|                      |            | Reporte |             |  |  |

### Segunda fecha[6]
| 7 de diciembre 18:00 | Guatemala | 53 - 0  | El Salvador |  |  |
|                      |           | Reporte |             |  |  |

| 7 de diciembre 20:00 | Costa Rica | 41 - 10 | Panamá |  |  |
|                      |            | Reporte |        |  |  |

### Tercera fecha
| 10 de diciembre 10:00 | El Salvador | 19 - 39 | Panamá |  |  |
|                       |             | Reporte |        |  |  |

| 10 de diciembre 14:00 | Guatemala | 24 - 16 | Costa Rica |  |  |
|                       |           | Reporte |            |  |  |

| Bandera de Guatemala |
| Campeón Guatemala    |
| Segundo título       |